# Coppa del Mondo di discesa libera
La Coppa del Mondo di discesa libera è un trofeo assegnato annualmente dalla Federazione Internazionale Sci (FIS), a partire dalla stagione 1966/1967, allo sciatore e alla sciatrice che hanno ottenuto il punteggio complessivo più alto nelle gare di discesa libera del circuito della Coppa del Mondo di sci alpino.

## Lo svolgimento
Nel corso di una stagione di Coppa del Mondo di sci alpino, che si svolge abitualmente da fine ottobre a marzo, si disputano varie gare per ognuna delle specialità alpine. Ai primi 30 classificati di ogni singola gara vengono assegnati punti a scalare (100 punti al vincitore, 1 al 30°).
La classifica della Coppa del Mondo di discesa libera viene stilata tenendo conto solo dei risultati delle discese libere. Alla fine della stagione lo sciatore e la sciatrice con il punteggio complessivo più alto vincono la Coppa del Mondo di specialità.
Il trofeo consegnato al vincitore è una sfera di cristallo, che rappresenta il mondo, su un piedistallo. Ha la stessa forma, ma con dimensioni più piccole, del trofeo spettante ai vincitori della Coppa del Mondo di sci alpino.

## I vincitori
Albo d'oro dei vincitori della Coppa del Mondo di discesa libera maschile e femminile:
| Stagione  | Uomini                   | Uomini      | Donne                       | Donne           |
| Stagione  | Vincitore                | Nazionalità | Vincitore                   | Nazionalità     |
| --------- | ------------------------ | ----------- | --------------------------- | --------------- |
| 1966/1967 | Jean-Claude Killy        | Francia     | Marielle Goitschel          | Francia         |
| 1967/1968 | Gerhard Nenning          | Austria     | Isabelle Mir Olga Pall      | Francia Austria |
| 1968/1969 | Karl Schranz             | Austria     | Wiltrud Drexel              | Austria         |
| 1969/1970 | Karl Schranz Karl Cordin | Austria     | Isabelle Mir                | Francia         |
| 1970/1971 | Bernhard Russi           | Svizzera    | Annemarie Moser-Pröll       | Austria         |
| 1971/1972 | Bernhard Russi           | Svizzera    | Annemarie Moser-Pröll       | Austria         |
| 1972/1973 | Roland Collombin         | Svizzera    | Annemarie Moser-Pröll       | Austria         |
| 1973/1974 | Roland Collombin         | Svizzera    | Annemarie Moser-Pröll       | Austria         |
| 1974/1975 | Franz Klammer            | Austria     | Annemarie Moser-Pröll       | Austria         |
| 1975/1976 | Franz Klammer            | Austria     | Brigitte Totschnig          | Austria         |
| 1976/1977 | Franz Klammer            | Austria     | Brigitte Totschnig          | Austria         |
| 1977/1978 | Franz Klammer            | Austria     | Annemarie Moser-Pröll       | Austria         |
| 1978/1979 | Peter Müller             | Svizzera    | Annemarie Moser-Pröll       | Austria         |
| 1979/1980 | Peter Müller             | Svizzera    | Marie-Theres Nadig          | Svizzera        |
| 1980/1981 | Harti Weirather          | Austria     | Marie-Theres Nadig          | Svizzera        |
| 1981/1982 | Steve Podborski          | Canada      | Marie-Cécile Gros-Gaudenier | Francia         |
| 1982/1983 | Franz Klammer            | Austria     | Doris De Agostini           | Svizzera        |
| 1983/1984 | Urs Räber                | Svizzera    | Maria Walliser              | Svizzera        |
| 1984/1985 | Helmut Höflehner         | Austria     | Michela Figini              | Svizzera        |
| 1985/1986 | Peter Wirnsberger        | Austria     | Maria Walliser              | Svizzera        |
| 1986/1987 | Pirmin Zurbriggen        | Svizzera    | Michela Figini              | Svizzera        |
| 1987/1988 | Pirmin Zurbriggen        | Svizzera    | Michela Figini              | Svizzera        |
| 1988/1989 | Marc Girardelli          | Lussemburgo | Michela Figini              | Svizzera        |
| 1989/1990 | Helmut Höflehner         | Austria     | Katrin Gutensohn            | Germania Ovest  |
| 1990/1991 | Franz Heinzer            | Svizzera    | Chantal Bournissen          | Svizzera        |
| 1991/1992 | Franz Heinzer            | Svizzera    | Katja Seizinger             | Germania        |
| 1992/1993 | Franz Heinzer            | Svizzera    | Katja Seizinger             | Germania        |
| 1993/1994 | Marc Girardelli          | Lussemburgo | Katja Seizinger             | Germania        |
| 1994/1995 | Luc Alphand              | Francia     | Picabo Street               | Stati Uniti     |
| 1995/1996 | Luc Alphand              | Francia     | Picabo Street               | Stati Uniti     |
| 1996/1997 | Luc Alphand              | Francia     | Renate Götschl              | Austria         |
| 1997/1998 | Andreas Schifferer       | Austria     | Katja Seizinger             | Germania        |
| 1998/1999 | Lasse Kjus               | Norvegia    | Renate Götschl              | Austria         |
| 1999/2000 | Hermann Maier            | Austria     | Regina Häusl                | Germania        |
| 2000/2001 | Hermann Maier            | Austria     | Isolde Kostner              | Italia          |
| 2001/2002 | Stephan Eberharter       | Austria     | Isolde Kostner              | Italia          |
| 2002/2003 | Stephan Eberharter       | Austria     | Michaela Dorfmeister        | Austria         |
| 2003/2004 | Stephan Eberharter       | Austria     | Renate Götschl              | Austria         |
| 2004/2005 | Michael Walchhofer       | Austria     | Renate Götschl              | Austria         |
| 2005/2006 | Michael Walchhofer       | Austria     | Michaela Dorfmeister        | Austria         |
| 2006/2007 | Didier Cuche             | Svizzera    | Renate Götschl              | Austria         |
| 2007/2008 | Didier Cuche             | Svizzera    | Lindsey Vonn                | Stati Uniti     |
| 2008/2009 | Michael Walchhofer       | Austria     | Lindsey Vonn                | Stati Uniti     |
| 2009/2010 | Didier Cuche             | Svizzera    | Lindsey Vonn                | Stati Uniti     |
| 2010/2011 | Didier Cuche             | Svizzera    | Lindsey Vonn                | Stati Uniti     |
| 2011/2012 | Klaus Kröll              | Austria     | Lindsey Vonn                | Stati Uniti     |
| 2012/2013 | Aksel Lund Svindal       | Norvegia    | Lindsey Vonn                | Stati Uniti     |
| 2013/2014 | Aksel Lund Svindal       | Norvegia    | Maria Riesch                | Germania        |
| 2014/2015 | Kjetil Jansrud           | Norvegia    | Lindsey Vonn                | Stati Uniti     |
| 2015/2016 | Peter Fill               | Italia      | Lindsey Vonn                | Stati Uniti     |
| 2016/2017 | Peter Fill               | Italia      | Ilka Štuhec                 | Slovenia        |
| 2017/2018 | Beat Feuz                | Svizzera    | Sofia Goggia                | Italia          |
| 2018/2019 | Beat Feuz                | Svizzera    | Nicole Schmidhofer          | Austria         |
| 2019/2020 | Beat Feuz                | Svizzera    | Corinne Suter               | Svizzera        |
| 2020/2021 | Beat Feuz                | Svizzera    | Sofia Goggia                | Italia          |
| 2021/2022 | Aleksander Aamodt Kilde  | Norvegia    | Sofia Goggia                | Italia          |
| 2022/2023 | Aleksander Aamodt Kilde  | Norvegia    | Sofia Goggia                | Italia          |
| 2023/2024 | Marco Odermatt           | Svizzera    | Cornelia Hütter             | Austria         |
| 2024/2025 | Marco Odermatt           | Svizzera    | Federica Brignone           | Italia          |

### Sciatori più vittoriosi
| Coppe | Vincitore                        |
| ----- | -------------------------------- |
| 5     | Franz Klammer Austria            |
| 4     | Didier Cuche Svizzera            |
| 4     | Beat Feuz Svizzera               |
| 3     | Franz Heinzer Svizzera           |
| 3     | Luc Alphand Francia              |
| 3     | Stephan Eberharter Austria       |
| 3     | Michael Walchhofer Austria       |
| 2     | Aksel Lund Svindal Norvegia      |
| 2     | Karl Schranz Austria             |
| 2     | Bernhard Russi Svizzera          |
| 2     | Roland Collombin Svizzera        |
| 2     | Peter Müller Svizzera            |
| 2     | Pirmin Zurbriggen Svizzera       |
| 2     | Marc Girardelli Lussemburgo      |
| 2     | Hermann Maier Austria            |
| 2     | Helmut Höflehner Austria         |
| 2     | Peter Fill Italia                |
| 2     | Aleksander Aamodt Kilde Norvegia |
| 2     | Marco Odermatt Svizzera          |

### Sciatrici più vittoriose
| Coppe | Vincitrice                    |
| ----- | ----------------------------- |
| 8     | Lindsey Vonn Stati Uniti      |
| 7     | Annemarie Moser-Pröll Austria |
| 5     | Renate Götschl Austria        |
| 4     | Michela Figini Svizzera       |
| 4     | Sofia Goggia Italia           |
| 4     | Katja Seizinger Germania      |
| 2     | Isabelle Mir Francia          |
| 2     | Brigitte Totschnig Austria    |
| 2     | Marie-Theres Nadig Svizzera   |
| 2     | Maria Walliser Svizzera       |
| 2     | Picabo Street Stati Uniti     |
| 2     | Isolde Kostner Italia         |
| 2     | Michaela Dorfmeister Austria  |

### Sciatori più vittoriosi
| Gare | Vincitore                        |
| ---- | -------------------------------- |
| 25   | Franz Klammer Austria            |
| 19   | Peter Müller Svizzera            |
| 19   | Dominik Paris Italia             |
| 18   | Stephan Eberharter Austria       |
| 15   | Franz Heinzer Svizzera           |
| 15   | Hermann Maier Austria            |
| 14   | Aksel Lund Svindal Norvegia      |
| 14   | Michael Walchhofer Austria       |
| 13   | Beat Feuz Svizzera               |
| 12   | Didier Cuche Svizzera            |
| 12   | Kristian Ghedina Italia          |
| 12   | Aleksander Aamodt Kilde Norvegia |
| 10   | Pirmin Zurbriggen Svizzera       |
| 10   | Helmut Höflehner Austria         |
| 10   | Luc Alphand Francia              |
| 10   | Lasse Kjus Norvegia              |
| 10   | Daron Rahlves Stati Uniti        |

### Sciatrici più vittoriose
| Gare | Vincitrice                    |
| ---- | ----------------------------- |
| 43   | Lindsey Vonn Stati Uniti      |
| 36   | Annemarie Moser-Pröll Austria |
| 24   | Renate Götschl Austria        |
| 19   | Sofia Goggia Italia           |
| 17   | Michela Figini Svizzera       |
| 16   | Katja Seizinger Germania      |
| 14   | Maria Walliser Svizzera       |
| 13   | Marie-Theres Nadig Svizzera   |
| 13   | Lara Gut Svizzera             |
| 12   | Isolde Kostner Italia         |
| 11   | Maria Riesch Germania         |